# Chalepus deborrei
Chalepus deborrei es un coleóptero de la familia Chrysomelidae.
Fue descrita científicamente en 1877 por Félicien Chapuis.